# دغيلة (مدينة البيضاء)
حارة دغيلة هي إحدى حارات مدينة مدينة البيضاء أحد مدن محافظة البيضاء، بلغ تعداد سكانها 1373 نسمة حسب تعداد اليمن لعام 2004.